# 周大福創建
周大福創建有限公司（英語：CTF Services Limited，港交所：659）（前稱 新創建集團有限公司）是一間主要在香港和內地从事基建的企業，主要股東是周大福集團。公司在2003年由太平洋港口有限公司、新世界創建及新世界基建的基建業務重組為「新創建集團有限公司」，至2024年12月19日正式宣佈更改公司名稱為「 CTF Services Limited」，並已採納「周大福創建有限公司」為第二中文名稱。現任董事會主席是已故商人鄭裕彤的長子鄭家純，而公司的聯席行政總裁為鄭志明及何智恒。
周大福創建多年來涵蓋不同產業的投資，包括：道路、能源、水務、港口、物流、設施管理、建築機電、交通運輸、金融服務等。2019年開始業務重組，至2023年業務組合優化完成，目前主要業務包括收費公路、保險、物流、建築及設施管理。

## 歷史
- 2002年10月1日 新世界集團宣布重組計劃，新創建集團有限公司（前稱太平洋港口有限公司）向新世界發展有限公司收購新世界創建有限公司，並向新世界基建有限公司收購傳統基建項目資產。
- 2003年2月7日 以新公司名稱「新創建集團有限公司」名義發行的合併股份開始在香港聯合交易所有限公司進行買賣。
- 2007年2月1日 新創建集團慈善基金正式成立，首年注資港幣500萬元，以資助和捐獻等方式，進一步擴展服務社群的範疇。
- 2010年6月11日宣佈與豐盛創建企業有限公司達成協議，向其出售部分從事服務業務的附屬公司-新創機電工程集團有限公司，總代價為8.885億港元。
- 2011年7月28日以1.45億美元（約11.33億元），間接增持杭州繞城公路權益，由21.55%增至33.66%
- 2011年9月1日 新創建集團獲選為「恒生可持續企業基准指數」成份股。
- 2013年3月13日中央投標委員會審核評審委員會以16億8,800萬元批出黃竹坑南風徑香港仔內地段第458號的地塊予新創建集團旗下Media Year Investments Limited佔40%和新加坡百匯醫療集團佔60%合營公司GHK Hospital Limited發展私營醫院。項目將連同香港大學李嘉誠醫學院合作推展。
- 2013年12月17日新創建以每股待售股份6.15港元，總代價23.56億港元，向新加坡政府投資基金（GIC）旗下Elsdon Investment Pte Ltd收購北京首都機場（00694）購入約20.38%，3.83億H股，相當於全部已發行股本約8.84%，並成為首都機場集團公司以外的第二最大股東。[4]
- 2014年5月16日新創建集團和蘇伊士環境集團分別擁有50%權益的中法控股以6.12億美元（相當於 47.5524 億港元）出售持有澳門電力42.2%股權的中法能源投資有限公司90%股權给南光發展[5]
- 2015年1月30日，新創建以2.225億美元，相當於約17.244億港元，收購周大福旗下Goshawk Aviation Limited 40%股權，該公司業務為商務飛機租賃[4]。
- 2015年7月1日重慶水務資產和新創建旗下合資企業重慶蘇渝簽訂協議，同意共同投資德潤環境。重慶水務資產及重慶蘇渝將分別持有德潤環境74.9%及25.1%股本權益。德潤環境目前持有從事轉廢為能項目的重慶三峰環境產業集團約67%股本權益。根據協議，重慶水務資產將向重慶德潤環境集團注入旗下持有的重慶水務集團36.6%股份，重慶蘇渝則以其持有重慶水務集團的13.44%股份以及部分現金作為對德潤環境之出資與，成立後的德潤環境將持有重慶水務集團（60115.SH）50.04%股份[6]
- 2016年6月20日新創建以37.5億元現金出售位於葵涌達美路2號，一幢五層高、總樓面面積約694,000平方呎之高端物流中心，新創建葵涌物流中心全部權益及債務予華潤（集團）。[7]
- 2016年10月5日，東亞銀行和新創建集團以64.697億港元現金出售持有75.61%及24.39%權益的商務、企業及投資者服務供應商卓佳集團全部權益给私募股權投資基金Permira旗下Trivium。[8]截至2015年12月31日止財政年度，卓佳的所呈報資產凈值為港幣19.926億元，除稅後溢利凈額為港幣2.928億元。
- 2016年11月15日，新創建以13.8億港元向周大福集團收購新創建交通服務餘下五成權益，交易完成後，新創建將會全資擁有新創建交通服務。[9]
- 2018年6月22日，新創建集團與周大福企業各佔50%的合資公司Goshawk簽訂協議，收購愛爾蘭SALI的全部已發行股本。收購完成後，Goshawk所擁有、管理和承諾購置的飛機合共183架，機隊總值將達到91億美元（約709.8億港元），使Goshawk成為環球十大飛機租賃公司之一。
- 2018年7月17日，新創建集團與周大福企業各佔50%的合資公司Goshawk與空中巴士和波音分別簽署協議，分別向空中巴士購買20架A320neo系列及向波音購買20架737MAX系列的全新飛機，目錄價格總值為45億美元（約351億港元），將於2023至2025年期間交付，令核心機隊規模增加，計及是次收購，Goshawk擁有、管理和承諾購置的飛機將上升至超過220架。[7][10]
- 2018年12月27日，新創建集團附屬公司 Earning Star Limited 以總代價215億港元現金向中國私募基金九鼎收購富通保險100%股權，截至17年底，富通經審核綜合資產總值為524億港元，資產淨值為150億港元。[11]
- 2018年12月28日，香港政府公布，經過公開招標程序後，将啟德體育園區的設計、興建及營運合約將批予由新世界發展和新創建集團成立的Kai Tak Sports Park Ltd啟德體育園有限公司，合約為期25年，政府會負責299.93億元的建築費用，而Kai Tak Sports Park Ltd在營運期內，將負責所有營運開支，並須向政府支付扣除開支前營運總額的3%及17億2,400萬元。體育園工程於2019年首季動工，預計於2023年完成。[8]
- 2019年7月19日，新創建集團以45.71億元人民幣（約51.94億港元）投得湖南省長瀏高速公路（原為[[浏洪高速公路|浏洪高速公路）為期30年的特許經營權，由2013年10月16日起生效，於2043年10月15日屆滿。[9]
- 2020年8月21日，新創建集團宣佈，以現金代價32億元向Bravo Transport Holdings Limited出售新巴及城巴業務，買方為Templewater Bravo Holdings Limited、漢思能源及Ascendal Group Limited的合營企業，分別持有約90.8%、8.6%及0.6%權益。相關股權轉讓於10月15日完成，10月28日匯達發出通告，宣布英文名稱改為 Bravo Transport Services Limited，中文名稱為匯達交通服務有限公司。因應股權轉讓完成，新巴城巴於2020年11月起陸續移除乳豬紙、旗下車隊車內及車外的「新創建集團成員」字樣，部分已貼上全車身廣告的巴士則只貼了白膠帶遮蓋有關字樣。  [12]
- 2021年8月，新創建集團宣佈以15.68億元人民幣向廈門國際港務出售一間從事為船舶提供港口設施等業務合營公司20%權益，交易完成後新創建不再持有該合營公司權益。出售後新創建集團將全面撤出於港口相關項目所有投資。[10]
- 2021年11月，新創建集團宣佈完成出售蘇伊士新創建有限公司 42%全部權益，總代價為 41.73億港元。[13]
- 2022年4月26日，新創建集團宣佈向龍光交通集團收購廣西貴港至梧州高速公路（貴梧高速）40%權益，總代價約19億元人民幣（約23億港元）。完成收購後，新創建旗下公路項目總長度增至接近1,000公里。[14]
- 2022年5月16日，新創建集團宣佈以總代價人民幣22.9億元（約26.6億港元），向嘉民集團收購位於成都及武漢共6個優質的物流物業100%權益。[15]
- 2022年12月21日，新創建集團與周大福企業有限公司宣佈，旗下的 Goshawk Aviation Limited 已向SMBC Aviation Capital完成出售商務飛機租賃平台，但不包括Goshawk租予俄羅斯的航空公司之飛機。Goshawk於交易完成後收取現金代價約16億美元。[16]
- 2023年5月29日，新創建集團在中國銀行間債券市場成功完成發行首筆在岸人民幣中期票據（「熊貓債券」）。此債券為中國人民銀行、國家外匯管理局在2022年12月發佈熊貓債券新規後，首單港資企業於內地發行的熊貓債券。[17]
- 2023年6月，新創建集團完成向上海眾集企業管理有限公司（綠地控股集團下屬控股企業）收購一個估值為人民幣5.7億元、位於蘇州工業園區的物流物業之90%權益。[18]
- 2023年11月1日，新創建集團成功發行第二期人民幣20億元熊貓債券（債券通）。[19]
- 2023年11月24日，周大福企業完成收購新世界發展（0017）持有60.88%新創建集團股份，連同周大福企業及周大福代理人持股。周大福企業成為新創建最大股東。[6][20]
- 2024年1月29日，新創建集團成功出售其在成都金堂發電廠的權益，標誌著其業務組合中完全淘汰化石燃料相關投資，加速向淨零未來轉型。[21]
- 2024年3月21日，新創建發行首單綠色熊貓債券，為首單港資綜合企業發行的倉儲物流綠色熊貓債券[22]
- 2024年9月13日，新創建旗下杭州繞城公路志驛．西湖驛站成為國內首個取得LEED鉑金級認證的服務區[23]
- 2024年12月19日，新創建正式更改公司名稱為「CTF Services Limited」，並採納「周大福創建有限公司」為第二中文名稱。[24]

## 主要資產

### 道路
- 京珠高速公路（廣珠段）25%
- 京珠高速公路（廣珠北段）30%
- 廣肇高速公路 25%
- 深圳惠州高速公路（惠州段）38.55%
- 廣州市東新高速公路 45.9%
- 廣州市南沙港快速路 22.5%
- 廣東聯合電子服務股份有限公司 1.02%
- 廣西貴梧高速公路 40%
- 杭州绕城公路 100%
- 山西太原至古交公路（古交段）60%
- 唐津高速公路（天津北段）60%
- 湖北隨岳南高速公路 30%
- 湖北老谷高速公路 1%
- 湖南隨岳高速公路 100%
- 湖南長瀏高速公路，原先被称为浏洪高速公路 100%
- 肇慶粵肇公路有限公司25%
- 廣州市北環高速公路 65.29%（2024年營運期屆滿）
- 山西國道309線（長治段）60%（2023年營運期屆滿）
- 山西太原至長治線（長治段）60%（2023年營運期屆滿）
- 高明大橋 30%（2021年營運期屆滿）
- 廣西省北流市城區高等級公路 100%（2022年營運期屆滿）
- 廣西省容縣城區高等級公路 100%（2022年營運期屆滿）
- 廣西省玉林至石南公路 65%（2022年營運期屆滿）
- 廣西省玉林石南至大江口公路 60%（2022年營運期屆滿）
- 廣西省321線公路（梧州段）52%（2022年營運期屆滿）
- 山西太原至古交公路（太原段) 60%
- 大老山隧道29.5%（專營權已於2018年7月11日屆滿）[25]

### 保險
- 周大福人壽 100%（前稱富通保險） [26][27]

### 物流
- 亞洲貨櫃物流中心香港有限公司56%
- 成都大盛物流有限公司100%
- 嘉龍（成都）倉儲有限公司100%
- 嘉新（成都）倉儲有限公司100%
- 成都嘉超倉儲有限公司100%
- 嘉耀（成都）倉儲有限公司100%
- 武漢嘉邁倉儲有限公司100%
- 蘇州綠地鉑選電子商務有限公司90%
- 中鐵聯合國際集裝箱有限公司30%

### 建築
- 協興建築有限公司100%
- 惠保（香港）有限公司99.8%
- 惠保建築有限公司100%
- 惠記集團有限公司11.5%
- 港興混凝土有限公司50%
- 新昌亞仕達屋宇設備有限公司 100%[28]
- 協盛集團（已於2018年出售予新世界發展有限公司）[29]

### 設施管理
- 香港會議展覽中心（管理）有限公司100%
- 港怡醫院40%
- 啟德體育園有限公司25%
- 僑樂物業服務（中國）有限公司100%
- 瀋陽新世界博覽館管理有限公司100%
- 新創建服務管理有限公司100%
- 「免稅」店100%（於2024年12月完成出售）
- 鄭州香港會展管理有限公司30%（已於2023年撤銷註冊）
- 康瑋有限公司100% （於2024年12月完成出售）
- Sky Shilla免稅店有限公司60%（已於2021年撤銷註冊）
- 醫療資產管理有限公司30%（已於2019年10月出售）
- 聯合醫務中國有限公司20%（已於2020年9月出售）

### 交通
- 城巴有限公司（已於2020年全數出售）
- 新世界第一巴士服務有限公司（已於2020年全數出售）
- 新世界第一渡輪有限公司（已於2020年全數出售）
- 冠忠巴士集團0.59%（已於2014年全數出售）[30]
- 新世界第一巴士（中國）服務有限公司
- 昆明新世界第一巴士新巴（中國）佔51%股權（已於2012年全數出售）
- 新世界第一旅遊有限公司（已於2023年撤銷註冊）

### 港口
- 新創建港口管理有限公司100%
- 廈門集裝箱碼頭集團20%(已於2021年全數出售)[31]
- 廈門象嶼新創建碼頭有限公司50%（已於2014年全數出售）
- 廈門海滄新海達集裝箱碼頭有限公司46%（已於2014年全數出售）
- 天津東方海陸集裝箱碼頭有限公司24.5%（已於2019年全數出售）[32]
- 天津五洲國際集裝箱碼頭有限公司18%（已於2019年全數出售）[32]

### 水務
- 蘇伊士新創建有限公司42%（已於2021年1月11日都全數出售给蘇伊士環境集團）
- 澳門自來水42.5%（已出售）
- 遠東環保垃圾堆填有限公司47%（已出售）
- 重慶德潤環境有限公司12.55%（已於2021年1月11日都全數出售给蘇伊士環境集團）
- 重慶中法供水有限公司27.93%（已出售）
- 重慶唐家沱污水廠28.36%（已出售）
- 重慶建設公司20.48%（已出售）
- 重慶長壽化學工業區水處理廠25.52%（已出售）
- 重慶水務集團股份有限公司6.72%（已出售）
- 重慶四聯光電科技有限公司20%（已出售）
- 武漢化工區水處理廠21.5%（已出售）
- 天津芥園水廠50%（已出售）
- 天津塘沽水廠25%（已出售）
- 浙江省新昌水廠25%（已出售）
- 廣東省中山市坦洲水廠29%（已出售）
- 廣東省中山市大豐水廠25%（已出售）
- 廣東省中山市全祿水廠25%（已出售）
- 吉林省四平水廠25%（已出售）
- 河北省保定水廠27.5%（已出售）
- 河南省鄭州水廠25%（已出售）
- 遼寧省盤錦水廠30%（已出售）
- 遼寧省鐵嶺市昌圖水廠35%（已出售）
- 大連長興島環境服務公司47.5%（已出售）
- 上海星火水廠25%（已出售）
- 上海化學工業區水處理廠25%（已出售）
- 上海化學工業區廢料焚化處理廠10%（已出售）
- 中法水務環境技術諮詢公司50%（已出售）
- 青島水廠25%（已出售）
- 青島董家口污水廠16.25%（已出售）
- 海南省三亞水廠25%（已出售）
- 江西省南昌水廠25%（已出售）
- 成都雙流大一水務公司32.5%（已出售）
- 常熟水廠24.5%（已出售）
- 蘇州工業園區中法環境技術有限公司24.5%（已出售）
- 蘇州工業園污泥處理廠24.5%（已出售）
- 揚州中法環境有限公司（已出售）

### 航空
- Goshawk Aviation50%
- Aviation Capital50%
- 北京首都機場公司5.55%（已於2019年全數出售）[33]

### 能源
- 廣州燃料公司35%（已於2022年全數出售）
- 珠江電廠-第一期50%（已於2017年全數出售）
- 珠江電廠-第二期25%（已於2021年全數出售）[34]
- 成都金堂電廠35%（已於2024年全數出售）

## 主題曲
《創建新一天》是新創建集團的主題曲，於2006年公開。由黄文廣完成作曲、填詞和音樂制作，歌手陳潔靈與20名新創建集團員工組成的“新創建唱家班”合唱。
2006年4月，於有線電視和新巴、城巴的車廂電視中以廣告形式播放30秒精華版，並在集團官網、內網播放，及分發600張DVD。同期推出「慈善手機鈴聲」下載活動，提供合唱版、管弦樂版、嘉年華版、輕柔版4個版本，每次從集團網站下載該音樂作手機鈴聲，集團將捐出10港幣予慈善機構安徒生會，4月期間共計1406次下載，集團捐出15000元港幣。